# Abdulrazak Gurnah
Abdulrazak Gurnah (n. 20 decembrie 1948, Zanzibar City, Tanzania) este un autor tanzanian, originar din Zanzibar, care trăiește și activează în Marea Britanie și scrie în limba engleză. Este laureat al Premiului Nobel pentru Literatură în 2021 „pentru abordarea sa fără compromisuri și plină de compasiune a efectelor colonialismului și a soartei refugiaților în abisul dintre culturi și continente”.

## Biografie
Gurnah aparținea minorității musulman-arabe din Zanzibar; limba sa maternă este swahili. În 1968 a venit în Marea Britanie ca refugiat și a studiat inițial la Christ Church College din Canterbury, ale cărui diplome erau pe atunci acordate de Universitatea din Londra. Din 1980 până în 1982 Gurnah a predat la Universitatea Bayero Kano din Kano, Nigeria. După aceea a mers la University of Kent, unde, în 1982, și-a luat doctoratul și a predat până la pensionare   literatura engleză și postcolonială

## Premii
În 2006, Gurnah a fost ales membru al Royal Society of Literature.
A fost jurat la Man Booker Prize, în 2016, , după ce a fost propus în 1994 cu volumul Paradise și în 2001 cu By the Sea pe lista a Premiului Booker.
În 2021, Abdulrazak Gurnah a primit Premiul Nobel pentru Literatură „pentru abordarea sa fără compromisuri și plină de compasiune a efectelor colonialismului și a soartei refugiaților în abisul dintre culturi și continente”.
În România, opera sa a fost tradusă la Editura Litera.

## Publicații

### Romane

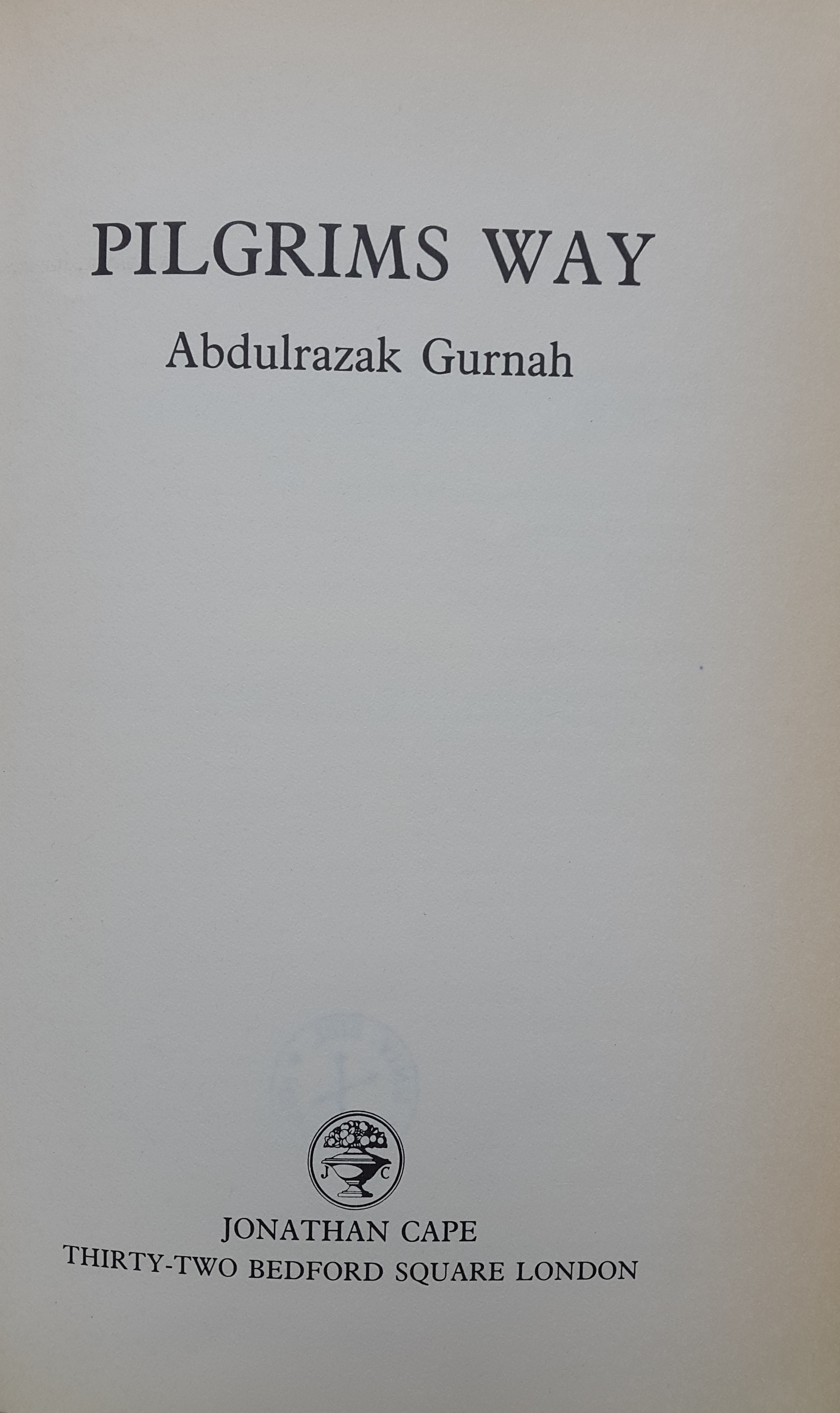
Pilgrims Way (1988)

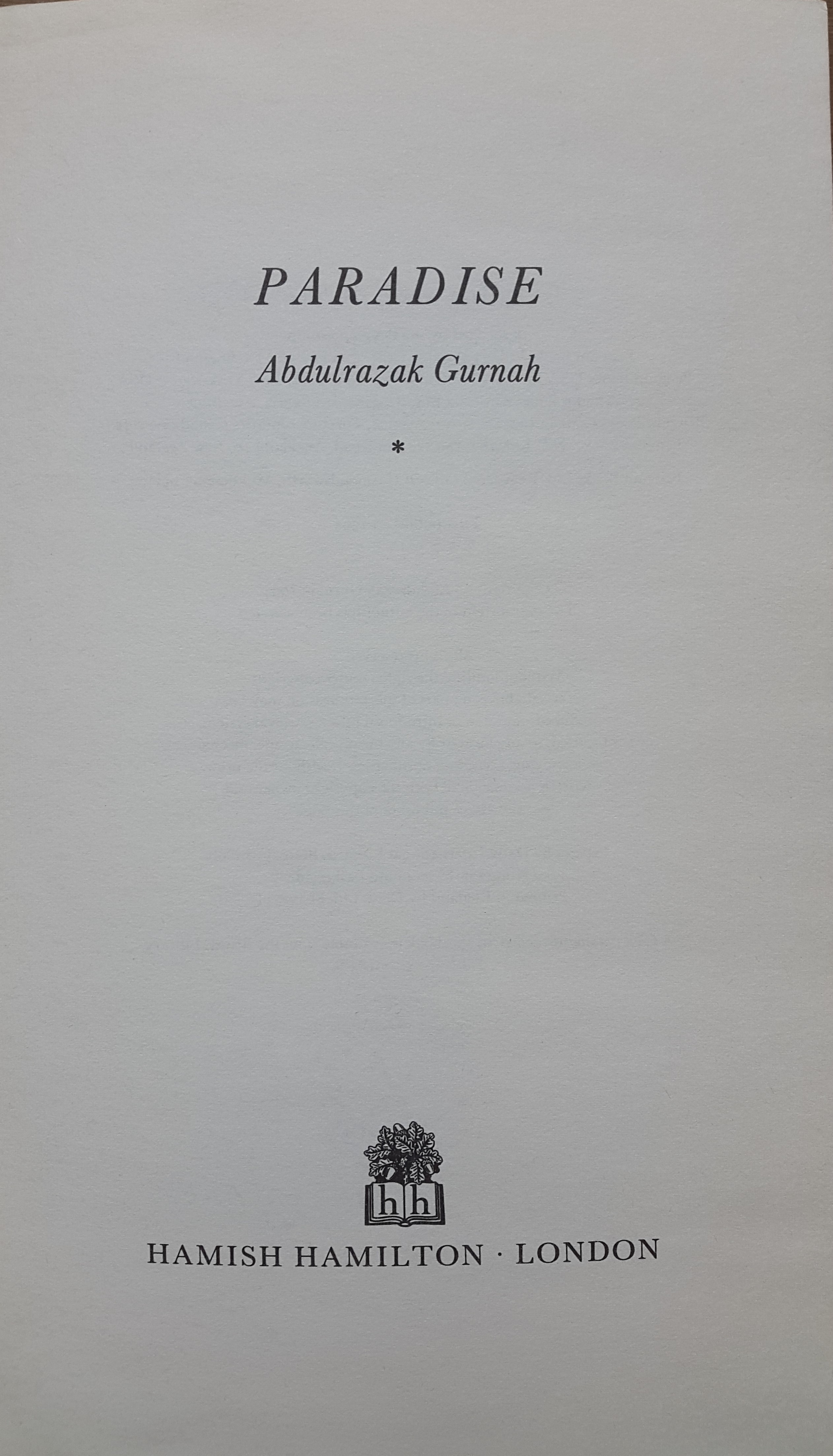
Paradise (1994)

- Memory of Departure. Jonathan Cape, London 1987, ISBN 0-224-02432-9.
- Pilgrims Way. Jonathan Cape, London 1988, ISBN 0-224-02562-7.
- Dottie. Cape, London 1990, ISBN 0-224-02780-8.
- Paradise. Hamish Hamilton, London 1994, ISBN 0-241-00183-8.
- Admiring Silence. Hamish Hamilton, London 1996, ISBN 0-241-00184-6.
- By the Sea. Bloomsbury, London 2001, ISBN 0-7475-5280-0.
- Desertion. Bloomsbury, London 2006, ISBN 0-7475-7895-8.
- The Last Gift. Bloomsbury, London 2011, ISBN 978-1-4088-1518-2.
- Gravel Heart. Bloomsbury, London 2017, ISBN 978-1-4088-8130-9.
- Afterlives. Bloomsbury, London 2020, ISBN 978-1-5266-1585-5.

### Nuvele
- My Mother Lived on a Farm in Africa. in: NW 14: The Anthology of New Writing 14, Granta Books, London 2006, ISBN 978-1-862-07850-5.
- The arriver's tale, in: David Herd, Anna Pincus (Hrsg.): Refugee tales. Comma Press, Manchester 2016, ISBN 978-1-910974-23-0, S. 35–40

### Editări
- Essays on African Writing 1: A re-evaluation. Heinemann, Oxford 1993, ISBN 0-435-91762-5.
- Essays on African Writing 2: Contemporary Literature. Heinemann, Oxford 1995, ISBN 0-435-91763-3.
- The Cambridge Companion to Salman Rushdie. Cambridge University Press, Cambridge, England 2007, ISBN 978-0-521-60995-1.